# Cristino Wapichana
Cristino Wapichana é um músico, compositor, cineasta e escritor indígena premiado. Nasceu em Boa Vista, Roraima, em 1971. Seu livro A Boca da Noite foi traduzido para o idioma sueco e recebeu a Estrela de Prata do Prêmio Peter Pan, do International Board on Books for Young People, da Suécia. Também destaca-se sua contribuição para a antologia de contos indígenas Nós, publicada em 2019 pela Companhia das Letras no selo infanto-juvenil Companhia das Letrinhas. 

## Biografia
Cristino Wapichana é um artista do povo indígena Wapichana. É contador de histórias e palestrante de temáticas indígenas. Seu livro A Boca da Noite ficou conhecido por ter sido traduzido para o sueco, concorrido e ganhado diversas premiações da literatura. Foi indicado ao Prêmio da Ordem do Mérito Cultural da Presidência da República, em 2008 e 2014, por seu trabalho com a cultura indígena no Brasil. Suas obras Sapatos trocados: Como o tatu ganhou suas grandes garras e A oncinha Lili foram levadas à Feira de Bolonha, na Itália.

## Obras
- 2009 - A Onça e o Fogo – Editora Manole
- 2014 - Sapatos Trocados: Como o tatu ganhou suas grandes garras – Editora Paulinas (selo altamente recomendável – FNLIJ 2015)
- 2014 - A Oncinha Lili – Editora Edebe
- 2016 - A Boca da Noite – Zit
- 2019 - Wató, a pedra do fogo – Nós: uma antologia de literatura indígena – Editora Companhia das Letrinhas (Organização por Maurício Negro)[6].
- 2021 - Os Meninos Maluquinhos – Editora Melhoramentos (Coletânea escrita com outros autores: Mariana Mafra, Gustavo Reiz, Load Comics, Rafael Calça, Raphael Draccon e Vitor Cafaggi)[7]

## Prêmios
- 2007 - 4° concurso Tamoio de literatura da Fundação Nacional do Livro Infantil e juvenil (A Onça e o Fogo)
- 2014 - Medalha da Paz – Movimento União Cultural
- 2015 - Prêmio Litteratudo Monteiro Lobato[8]
- 2017 - Terceiro colocado no 59.º Prêmio Jabuti (categoria Livro infantil - A Boca da Noite)
- 2018 - Estrela de Prata do Prêmio Peter Pan (A Boca da Noite)